# Thecamoeba munda
Thecamoeba munda – gatunek eukariotów należący do rzędu
Thecamoebida z supergrupy Amoebozoa.
Trofozoit osiąga długość 45 μm, szerokość 35 μm. Ma jedno wielkości 10 μm.
Występuje w Zatoce Meksykańskiej.